# موراي بيرس
موراي بيرس (بالإنجليزية: Murray Pierce)‏ هو ضابط شرطة نيوزيلندي، ولد في 1 نوفمبر 1957 في تيمارو ‏ في نيوزيلندا.

## وصلات خارجية
- موراي بيرس عل موقع إسبنسكروم (الإنجليزية)